# Ellipanthus madagascariensis
Espèce
Synonymes
- Hemandradenia madagascariensis G. Schellenb.[1]

Statut de conservation UICN

 LC  : Préoccupation mineure
Ellipanthus madagascariensis est une espèce de plantes du genre Ellipanthus de la famille des Connaraceae.

## Répartition
Ellipanthus madagascariensis est originaire de Madagascar. Elle a été découverte dans le nord-ouest de l'île et n'a pas été de nouveau collectée depuis sa découverte.

## Étymologie
Son nom spécifique, composé de madagascar[i] et du suffixe latin -ensis, « qui vit dans, qui habite », lui a été donné en référence au lieu de sa découverte.